# Zygmunt Markiewicz
Zygmunt Markiewicz (ur. 1 maja 1909 w Nadwórnej, zm. 17 kwietnia 1991 w Nancy, Francja) – polski i francuski filolog, wykładowca języka polskiego na Uniwersytecie w Lyon. 

## Życiorys
W latach 1915–1918 mieszkał w Krakowie, od 1919 w Krośnie. W 1927 ukończył Państwowe Gimnazjum im. Mikołaja Kopernika i powrócił do Krakowa, gdzie rozpoczął studia polonistyczne na Uniwersytecie Jagiellońskim, a rok później filologię romańską. W 1932 przerwał na rok naukę i odbył służbę wojskową w Łucku i Kowlu, rok później uzyskał stopień magistra filologii polskiej, a w 1934 filologii romańskiej. Następnie odbył roczny staż w III Gimnazjum im. Jana Sobieskiego w Krakowie po którym wyjechał do Francji, gdzie został lektorem języka polskiego na Uniwersytecie w Tuluzie. W latach 1938–1939 równocześnie prowadził lektorat na Uniwersytecie w Montpellier, dokąd dojeżdżał z Tuluzy. W 1937 na Uniwersytecie obronił doktorat przestawiając pracę pt. "Grupa Medanu jako wyraz naturalizmu". Latem 1939 przebywał w Polsce, w sierpniu został zmobilizowany i po wybuchu II wojny światowej walczył podczas kampanii wrześniowej. Po 17 września 1939 dostał się do niewoli sowieckiej, gdzie przebywał do 1942, gdy wraz z Armią Andersa przeszedł szlak bojowy przez Bliski Wschód i Palestynę. Walczył pod Monte Cassino, a po zakończeniu wojny zamieszkał na stałe we Francji. Zdemobilizowany został dopiero w 1947, w 1951 objął stanowisko lektora języka polskiego na Uniwersytecie w Lyonie. Na tej uczelni w 1957 przedstawił rozprawę główną: Trois exiliés politiques: Mickiewicz, Mazzini et I. Tourguieniev el leur influence sur les idées libérales en France (1833 — 1883), oraz dodatkową: Le Monde polonais dans l’oeuvre et la vie de Prosper Mérimée i uzyskał stopień doctorat d’État. W roku 1961 objął katedrę polonistyczną na uniwersytecie w Nancy i zamieszkał tam na stałe. W 1972 został kierownikiem Katedry Filologii Polskiej na Uniwersytecie Paris IV, sześć lat później przeszedł na emeryturę. Mimo tego w semestrze zimowym 1978/1979 wykładał na Uniwersytecie w Getyndze, a przez kolejnych kilka lat prowadził wykłady zlecone w Nancy. Zmarł po długiej chorobie.

## Wybrane prace naukowe
- Polsko-francuskie związki literackie (1986)
- Spotkania polsko-francuskie (1975)
- Melpomena polska na paryskim bruku (1973)
- L'image de la Pologne chez quelques écrivains français (1970)
- L'Espagne, dans "Le Manuscrit trouvé à Saragosse" de Jean Potocki (1961)
- Mickiewicz i George Sand, dzieje przyjaźni i jej odbicie w literaturze (1961)
- Mickiewicz i pani d'Agoult (1958)
- Balzac, polonophile ou admirateur du Tzar ? (1955)
- La Pologne dans l'oeuvre et la vie de Mérimée (1953)
- Littérature polonaise, vue générale, citations (1953)
- Teatr Juliusza Słowackiego w latach 1832-1842 a wpływy francuskie (1951)
- Grupa Medanu jako wyraz naturalizmu francuskiego... (1947)
- Zygmunt Niedźwiecki, studium z dziejów polskiego naturalizmu (1939)[3]

## Członkostwo
- Polskie Towarzystwo Naukowe na Obczyźnie[4];
- Towarzystwo Historyczno-Literackie w Paryżu.

## Odznaczenia
- Krzyż Oficerski Polonia Restituta
- Zasłużony dla Kultury Polskiej
- Uniwersytet Jagielloński, który przyznał swemu niegdysiejszemu wychowankowi medal Merentibus.